# Seabound
I Seabound sono un duo synthpop/futurepop tedesco, in attività dal 1995.

## Discografia

### Album
- No Sleep Demon (2001)
- Beyond Flatline (2004)
- No Sleep Demon v2.0 (2004)
- Double-Crosser (2006)
- Come Forward: Live in Berlin (2008)
- When Black Beats Blue (Rarities) (2009)
- Speak in Storms (2014)

### Singoli ed EP
- Travelling (2001)
- Hooked Promo MCD (2001)
- Dependent Club Invasion  (2003)
- Contact (2003)
- Poisonous Friend EP  (2004)
- Beyond Flatline Tour 2004 (2004)

## Formazione
- Frank M. Spinath
- Martin Vorbrodt